# Giovanni Paisiello
Giovanni Paisiello [dʒɔvɑːni pajzje:lo] (Paesieillo ou Paesieixo), né le 9 mai 1740 à Roccaforzata près de Tarente, dans le royaume de Naples, et mort le 5 juin 1816 à Naples, est un compositeur italien de la période classique.
Paisiello connaît de son vivant une renommée considérable grâce à ses opéras et la faveur de nombreux souverains européens. Considéré comme l'un des derniers représentants de l'école napolitaine au XVIIIe siècle, il développe cependant un style très personnel qui, par ses orchestrations ingénieuses et son invention mélodique, annonce le mouvement romantique.

## Biographie
Fils de Francesco Paisiello, un vétérinaire réputé appartenant à la petite bourgeoisie, et de Grazia Fuggiale, Giovanni Paisiello naît à Tarente dans la maison familiale sur la Piazzetta Monte Oliveto. La famille de Francesco Paisiello, y compris le petit Giovanni (ses frères aînés Porzia et Raffaele étaient morts), résidait depuis des années dans la maison de son beau-frère prêtre, Francesco Fuggiale, située derrière la cathédrale de San Cataldo où Paisiello fut baptisé. 
Il entre à l'âge de cinq ans au collège des Jésuites de Tarente dans la perspective d'une carrière juridique mais sa voix attire vite l'attention. Girolamo Carducci Agustini, marquis de Fragagnano, maître de chapelle de l'église des Capucins, l'entend et insiste pour l'envoyer étudier la musique à Naples. Réticents à se séparer de leur fils unique, ses parents lui font apprendre à Tarente les rudiments du chant et de l'harmonie auprès d'un ami de leur oncle maternel, le prêtre Don Carlo Presta, ténor et excellent archiluthiste. Après trois mois, son père se laisse convaincre et, sous le patronage du marquis de Fragagnano et de l'avocat Domenico Gagliardo, accompagne son fils à Naples en 1754.

### Formation au conservatoire de Naples
Paisiello entre au conservatoire de Sant'Onofrio le 8 juin 1754 et entame des études musicales avec le célèbre compositeur Francesco Durante. À sa mort en septembre 1755, il poursuit son enseignement auprès de Carlo Cotumacci et Girolamo Abos. Sa perfection dans l'art du contrepoint attire l'attention du compositeur bavarois Joseph Doll qui enseigne alors au conservatoire de Naples. Devenu « maître » en 1759 et ayant réalisé ses premiers essais de composition dans le genre sacré (messes, dixit, motets, oratorios), Paisiello termine prématurément son apprentissage le 5 juillet 1763 à l'âge de 22 ans. Rien ne nous est parvenu de ses exercices de jeunesse. 
Il n’est pas certain que Paisiello ait composé l'intermezzo de style bouffe que la pratique de l’enseignement exigeait des étudiants les plus méritants comme preuve de congé. Mais il est établi que ses débuts dans l'opéra ont eu lieu dans les théâtres émiliens.

### Débuts à Bologne, Modène et Venise
Arrivé à Bologne à l’été 1763, Paisiello fait ses débuts au théâtre Rangoni de Modène avec l’opera buffa La moglie in calzoni (18 février 1764), une adaptation de la comédie homonyme de Jacopo Angelo Nelli (1727) écrite par Giuseppe Carafa di Colubrano. Paisiello reçoit ses premières commandes de Carafa di Colubrano qui sert d'intermédiaire avec les théâtres d'Emilie-Romagne.
De 1764 à 1766, Paisiello travaille au théâtre de Bologne, puis à Venise et à Modène, où il écrit ses propres opéras ou adapte des partitions d'autres compositeurs. À Bologne, il compose deux opéras bouffes pour le théâtre Marsili, La Pupilla et Il mondo alla rovescia, qui commencent à le faire connaître. À Venise, il met en musique deux livrets de Goldoni, Il Ciarlone et Le Pescatrici, bien accueillis du public.
De passage à Rome en février 1766, il compose Le Finte Contesse (La fausse comtesse), un intermezzo créé au Teatro Valle pour le carnaval. Le livret de Pietro Chiari raconte l'histoire du comte Tulipano, un noble veuf obsédé par l'extension de sa lignée. Le charme de cette composition, reprise sous le titre Il Marchese di Tulipano, le fait connaître à l'étranger.

### Le maître napolitain de l'opéra bouffe

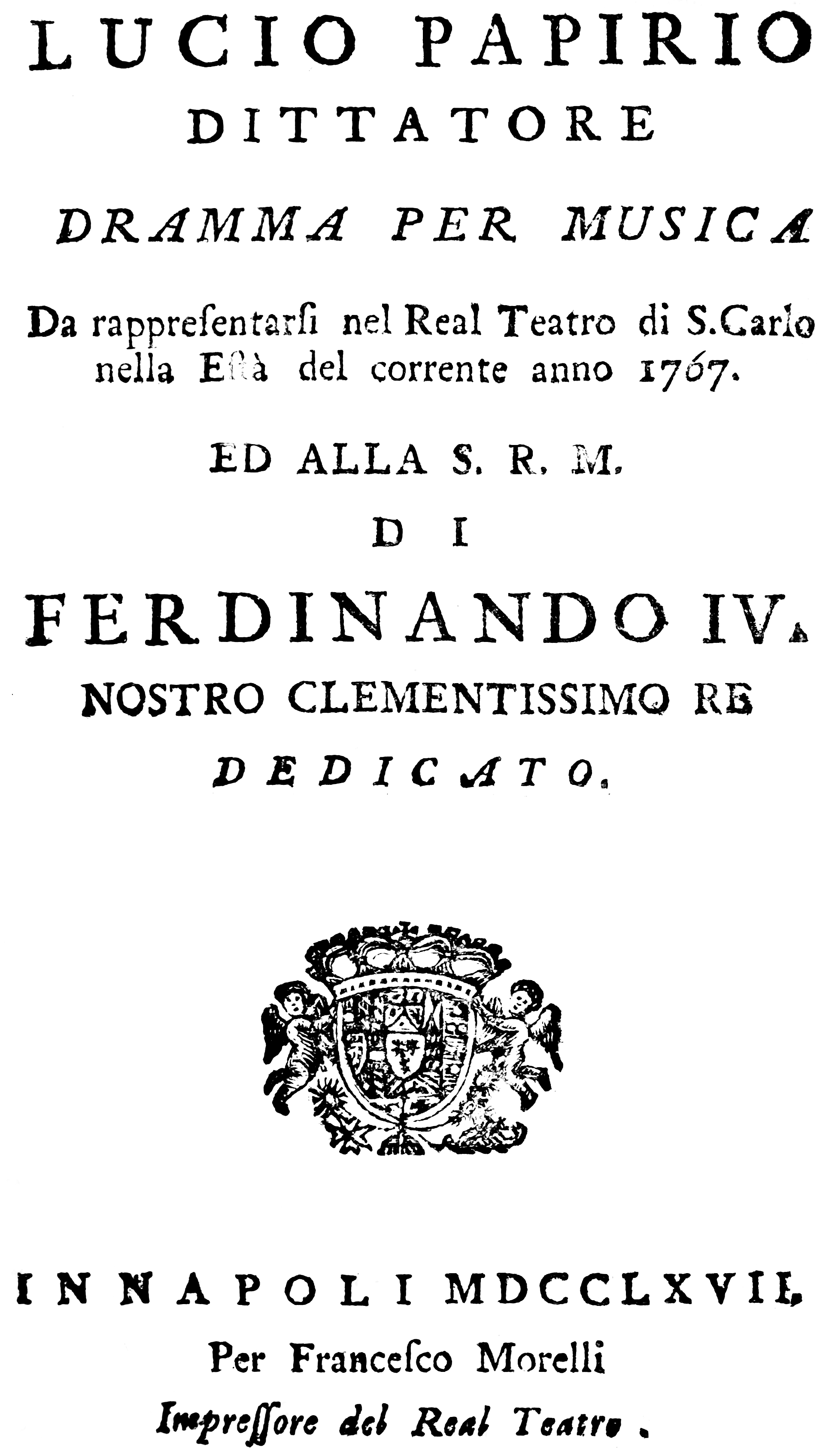
Le livret de Lucio Papirio dittatore pour la création à Naples, en 1767.

De retour à Naples au printemps 1766, Paisiello se découvre deux rivaux dans ses aînés Pietro Guglielmi et Nicolo Piccinni qui se disputent les faveurs de la cour et du public. Il commence à collaborer avec le Teatro Nuovo, avant d'écrire une série d'œuvres pour les plus petits théâtres de la ville. 
Au printemps 1767 a lieu au Teatro Nuovo la création de L'Idolo cinese (L'Idole chinoise), un opéra en trois actes sur un livret de Giovanni Battista Lorenzi qui deviendra le librettiste préféré et l'ami du compositeur. Le mélange des styles et les décors évocateurs impressionnent le public napolitain. Le succès est tel que le roi Ferdinand IV fait reprendre immédiatement le spectacle à la cour, le jugeant digne de faire partie des célébrations données pour l’arrivée de son épouse Marie-Caroline d’Autriche (représentation au palais royal de Caserte en 1768) et pour la visite de son beau-frère Joseph II (au palais royal de Naples le 6 avril 1769).
Ce succès à la cour a été favorisé par la nature même du livret : Lorenzi a créé un mécanisme théâtral purement ludique, atténuant le réalisme agressif qui animait l’opéra bouffe napolitain dans la première moitié du siècle. La vocation de Paisiello pour la musique d’action est déjà pleinement perceptible, en particulier dans les ensembles vocaux et les fins d’acte, sommets de la partition, où la bouffonnerie s’entremêle avec des accents dramatiques d’une intensité surprenante soutenus par une trame instrumentale en mouvement perpétuel. L'opéra sera notamment repris à Paris le 10 juin 1779 au théâtre de l'Académie royale de musique. Il deviendra l'une des œuvres préférées de Lady Hamilton. Ce succès lui vaut sa première commande pour le théâtre San Carlo de Naples avec Lucio Papirio dittatore, un opéra seria en trois actes créé en juin 1767, sur un livret d'Apostolo Zeno.
Le départ de Piccini pour la France lui laisse le champ libre et Paisiello use de toutes les intrigues pour évincer ses rivaux Gugliemi et le jeune Cimarosa. Il s'impose comme le maître incontesté du genre de l'opéra bouffe, caractérisé par ses sujets empruntés au quotidien, ses personnages familiers, ses formes simples et son écriture vocale sans grande exigence virtuose. Il porte ce genre à sa perfection en lui apportant une touche personnelle de verve napolitaine.

### Mariage en prison
Un mariage chaotique va mettre fin aux excellentes relations de Paisiello avec la cour de Naples. À l'âge de 28 ans, il devient le professeur de musique d'une jeune soprano débutante originaire de Naples, Cecilia Pallini, dont il tombe rapidement amoureux. Après avoir emménagé chez le compositeur, la jeune femme tombe enceinte. Elle affirme être la veuve de Felice Mazzinghi, un célèbre chef de chœur de Livourne qui avait connu une fin prématurée. Mazzinghi était un homme riche ayant laissé à sa femme une fortune considérable et une dot de 1 800 ducats. Amoureux et probablement attiré par ce beau parti, Paisiello demande la main de Cecilia.
Avant que le mariage n'ait lieu, il doit honorer un engagement professionnel à Livourne où il apprend, à sa grande surprise, que Mazzinghi n'a jamais été marié. Il s'avère également que Cecilia n'est pas veuve et qu'il n'y a pas de dot. Furieux, Paisiello retire son consentement au mariage et rompt avec Cecilia. Mais la jeune femme dépose une requête auprès du roi, accompagnée d'un nombre important de documents justificatifs, affirmant qu'elle a vécu en ménage avec Paisiello pendant plus de quatre années, que de cette relation est né un enfant naturel, qu'elle détient une promesse de mariage formelle et écrite, et que Paisiello doit être empêché de prendre la fuite dans les Etats pontificaux. Le roi étant alors le juge de toutes les affaires concernant les gens de théâtre, il revient à Ferdinand IV de trancher le différend, ce qu'il fait en faveur de la femme.
Fin août 1768, Paisiello proteste contre la décision royale et refuse catégoriquement d'épouser Cecilia. Sa réaction est si véhémente que le roi décide de faire incarcérer le compositeur à la prison de San Giacomo degli Spagnoli. Sur les instances de l'émissaire du secrétaire d'État à la justice Bernardo Tannuci, Paisiello finit par accepter le mariage qui est célébré en prison le 14 septembre 1768. Les époux retrouvent aussitôt le foyer commun et passeront le reste de leur vie ensemble. Selon l'historien Benedetto Croce, « Paisiello et Pallini ont chacun dit un bon nombre de mensonges. Paisiello était un grand compositeur, mais aussi un grand menteur. »
Cet épisode n'affecte pas l'inspiration du compositeur qui poursuit sa carrière avec une série d'œuvres pour les petits opéras de Naples. En octobre 1773, Paisiello demande sans succès de pouvoir remplacer bénévolement Giuseppe Marchitti, second maître de la chapelle royale. Il ne regagnera les faveurs du roi qu'en 1774 avec Il divertimento de' numi (Le divertissement des dieux), une cantate profane représentée au Palais Royal de Naples. Il s'attache également à cultiver des relations avec des personnalités influentes. Il fait la connaissance en 1770 de l’abbé Ferdinando Galiani, conseiller au tribunal de commerce, intellectuel brillant et aux multiples facettes, ancien ambassadeur à Paris et doté de nombreux contacts à l'étranger.
En 1774, deux des mélodrames les plus acclamés de Paisiello voient le jour : la comédie Il duello de Lorenzi, exportée à Paris (en 1776 à la Comédie italienne en français, et en 1778 à l’Académie royale de Musique en italien) et le dramma giocoso La frascatana de Filipo Livigni, créé à Venise puis repris 186 fois en Italie et dans toute l’Europe, un cas sans égal dans ce genre au XVIIIe siècle.

### Séjour en Russie (1776-1784)
Âgé de 36 ans, après avoir écrit 51 opéras tant comiques que dramatiques, Paisiello reçoit des propositions pour se rendre à Vienne, à Londres et en Russie. Sur les conseils de Grimm et de l'abbé Galiani, l'impératrice Catherine II l'invite en Russie en 1776 par l'intermédiaire du directeur des théâtres impériaux Ivan Perfilievitch Elaguine (1725-1793). Grimm était influencé par son amante Louise d’Épinay, correspondante et amie de Galiani. Par ailleurs, l'intérêt de Joseph II pour Paisiello exerçait une influence manifeste sur la politique théâtrale de la tsarine. 
Paisiello hésite à accepter cette offre mais finit par quitter Naples le 29 juillet 1776. Lié par un contrat avec le théâtre San Carlo, il le fait déclarer invalide par le ministre Tanucci en raison de l'absence du contreseing royal. À la fin du mois d'août, le compositeur fait étape à Vienne, où il rencontre le poète Métastase. Paisiello prend conscience du succès international de ses œuvres après avoir été acclamé à la fin d'une représentation de La Frascatana.
Arrivé à Saint-Pétersbourg avec sa femme en septembre, il se voit confier les charges de maître de chapelle à la suite de Tommaso Traetta, de compositeur de la cour et de directeur du Théâtre italien. Son contrat de trois ans lui impose d'écrire des opéras serias, des cantates et des fêtes théâtrales, et de diriger aussi bien les représentations du théâtre que les concerts de la chambre de l'impératrice. Son contrat sera renouvelé à deux reprises et Paisiello obtient de choisir librement ses livrets malgré les protestations d'Elaguine. Largement rémunéré (9000 roubles annuels), il suit la cour qui villégiature la moitié de l'année à Tsarkoïe Selo. Il remplit également le rôle de professeur de pianoforte auprès de la grande-duchesse Marie Féodorovna, future impératrice et récipiendaire de son concerto pour clavecin en fa majeur. Il compose pour elle des sonates, caprices et autres pièces, ainsi qu'un recueil de basses chiffrées pour l'étude de l'accompagnement (Regole per bene accompagnare il partimento, 1782).
Le prince Potemkine lui commande diverses compositions, dont la sérénade La Surprise des dieux, sur un livret de Giovanni Battista Locatelli, pour célébrer la naissance du grand-duc Alexandre (23 décembre 1777). 
Le 5 juin 1780, Joseph II, invité de Catherine II, assiste avec intérêt à Mogilëv La finta amante, un opéra à trois personnages, et une réplique des Philosophes imaginaires. L'empereur demande à son ambassadeur en Russie, Johann Ludwig von Cobenzl, de se procurer les partitions pour les donner à Vienne sous forme de Singspiel. 
En plus d'écrire de la musique pour les occasions officielles et les cérémonies religieuses, Paisiello a composé plus de dix opéras et interludes pendant son séjour en Russie, dont certaines de ses œuvres les plus célèbres comme La Serva Padrona (1781), composée sur le même livret que celui de Pergolèse cinquante ans plus tôt, et Il Barbiere di Siviglia, première adaptation lyrique réussie de la comédie de Beaumarchais. Ses œuvres sont jouées tant à la cour que dans les théâtres publics comme le théâtre Maly. Son opéra Il Mondo della Luna est le premier représenté au nouveau théâtre Bolshoï Kamenny achevé en 1783 par Antonio Rinaldi.
Le séjour en Russie entraîne une évolution de son style. L'impératrice a imposé des restrictions sur la longueur des œuvres jouées au théâtre de la cour. Le fait que la langue des livrets ne soit pas facilement compréhensible par le public conduit Paisiello à accentuer le caractère de la musique. Dans le même temps, il tente de réformer l'opéra, des efforts qui ont leur équivalent à la même époque à Vienne, puis à Paris.
Le talent de Paisiello pour créer des effets bouffes fascine et distrait autant Catherine II que sa cour. Elle s'en ouvre dans une lettre à Grimm le 24 août 1774 : « Pourquoi la musique de ce bouffon [Paisiello] me fait-elle rire alors que la musique des opéras comiques français m'inspire le déplaisir et le mépris ? »
La période de 1781-1782 marque une impasse dans la composition des mélodrames, non pas en raison de son engagement dans la musique instrumentale (concerto pour clavecin en do majeur, seize amusements pour vents), mais par l’absence d’un librettiste italien sur place, ce qui l'oblige à recycler des livrets déjà existants.
Appréciant à la fois l'homme et le compositeur, Catherine II le garde à son service durant huit années. La faveur constante dont jouit cet étranger suscite des jalousies parmi les courtisans. Lorsque le maréchal Alexandre Mikhailovitch Belosselski (1752-1809) frappe Paisiello au visage, celui-ci réplique et malmène l'aristocrate qui se plaint à Catherine II en rappelant que l'attaque d'un officier est passible de mort. L'impératrice prend le parti du musicien : « Vous avez oublié votre dignité en frappant un civil et un grand artiste ; et quant à votre rang, il est en mon pouvoir de faire cinquante maréchaux, mais pas un seul Paisiello.»
Dès janvier 1781, Paisiello écrit plusieurs fois à Galiani pour tester les possibilités d’un emploi stable à la cour de Naples et pour lui demander d’inciter la grande-duchesse Maria Féodorovna, qui séjourne à Naples en février 1782, à plaider sa cause auprès des souverains. Lassé des cabales, Paisiello invoque en 1783 la mauvaise santé de sa femme et obtient un congé avec pensions pour passer une année en Italie. Il quitte cependant la Russie le 5 février 1784 en sachant qu'il n'y retournera jamais : après avoir envoyé à Naples ses dernières compositions par le courrier diplomatique, il vient d'être engagé comme « compositeur de musique dramatique de la cour », un titre purement honorifique accordé par le roi de Naples Ferdinand IV.

#### Le Barbier de Séville(1782)
Au cours de son séjour russe, Paisiello compose ce qui est probablement son chef-d'œuvre, Il barbiere di Siviglia, d'après une réduction du Barbier de Séville de Beaumarchais écrite par le librettiste Giuseppe Petrosellini. Donnée à Paris au Théâtre Français en février 1775, la pièce de Beaumarchais a commencé une longue carrière qui l'a menée en 1780 à Saint-Pétersbourg où elle a été représentée avec un tel succès que Paisiello décide de l'adapter en un opéra italien dédicacé à l'impératrice :
« À Sa Majesté Impériale, Catherine II, Impératrice de toutes les Russies, etc, etc, etc. Madame ! Le Barbier de Séville ayant été goûté par Votre Majesté Impériale, j'ai pensé que cette même pièce en Opéra italien pourrait ne pas Lui déplaire ; en conséquence j'en ai fait faire un extrait, que je me suis appliqué à rendre aussi court que possible, en conservant (autant que le génie de la Poésie Italienne peut le permettre) les expressions de la pièce originale, sans y rien ajouter. »

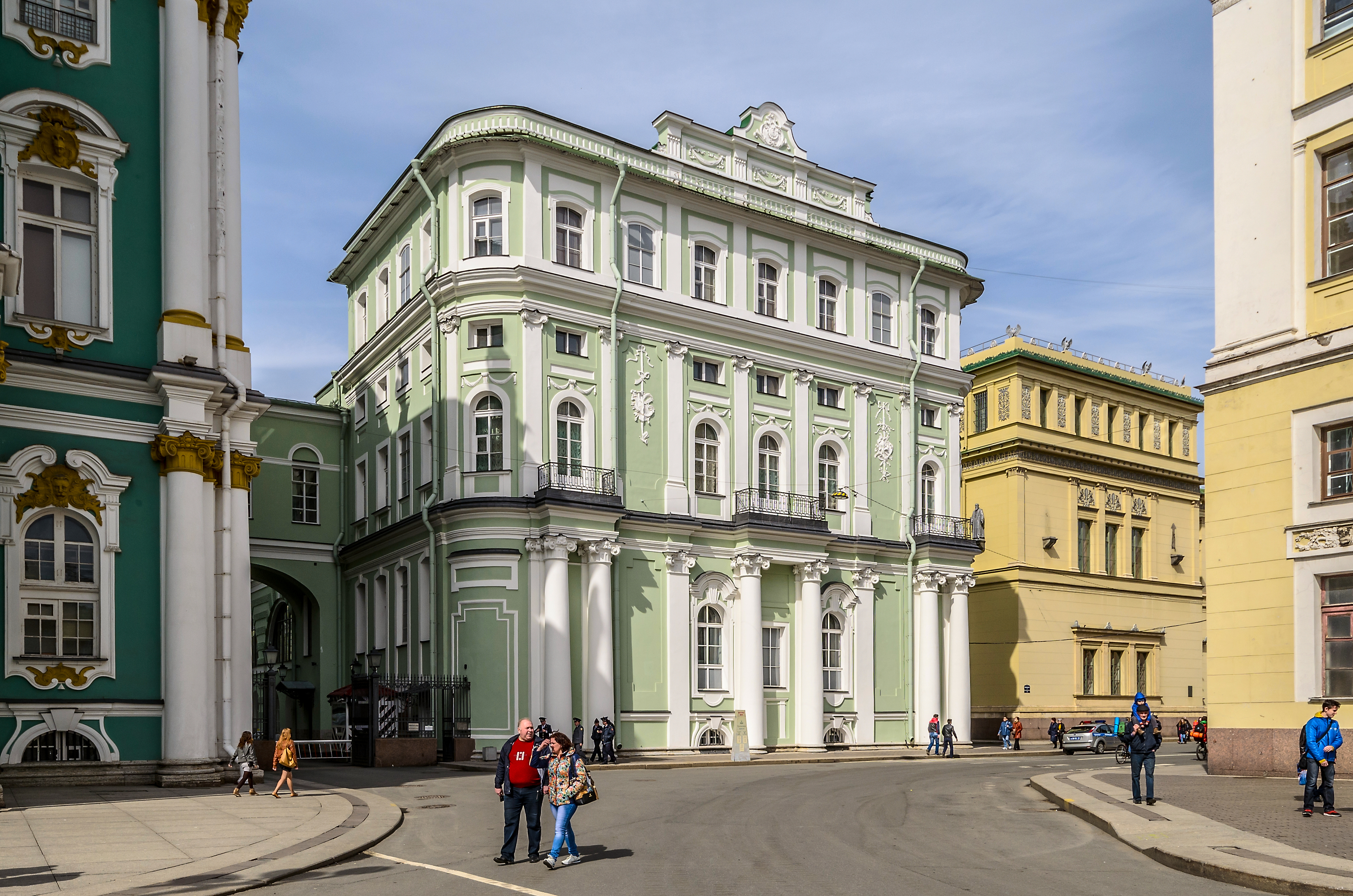
Le Petit Ermitage à Saint-Pétersbourg, où eut lieu la première représentation du Barbier de Séville

Créé en présence de Catherine II au Petit Ermitage le 26 septembre 1782, cet opéra subtil et tout en finesse devient rapidement célèbre par la beauté de ses arias, en particulier sa cavatine Saper bramate, bella il mio nome. L'histoire reste fidèle à la psychologie des personnages et aux grandes lignes de la pièce de Beaumarchais dont elle traduit directement à certains endroits les dialogues. Mais le livret de Petrosellini met davantage l'accent sur l'histoire d'amour que sur les passages comiques. La durée de l'œuvre, inférieure à deux heures, se conforme aux prescriptions du théâtre impérial en la matière.
L'opéra attire l'attention des librettistes sur Beaumarchais comme source littéraire. Le succès qu'il remporte conduit Mozart à mettre en scène sa suite, Le nozze di Figaro (1786), et on retrouve des traces de son style dans cette œuvre et dans la deuxième collaboration de Mozart avec Da Ponte, Don Giovanni (1787).
Le succès d'Il Barbiere se répand en Europe comme une traînée de poudre. En 1788, l'opéra est donné à Berlin, puis à Londres et Paris (1789), Lisbonne (1791), Bruxelles (1793), Stockholm (1797) et jusqu'à La Nouvelle-Orléans (1801). Représentée des centaines de fois pendant trois décennies, l'œuvre constituera un obstacle de taille pour Rossini, dont la version lyrique de la pièce (1816) supplantera avec difficulté celle de Paisiello auprès des publics romain et parisien. Par égards pour Paisiello, Rossini intitulera sa version Almaviva jusqu'à la mort du compositeur en juin 1816.

### Passage à Vienne (1784)

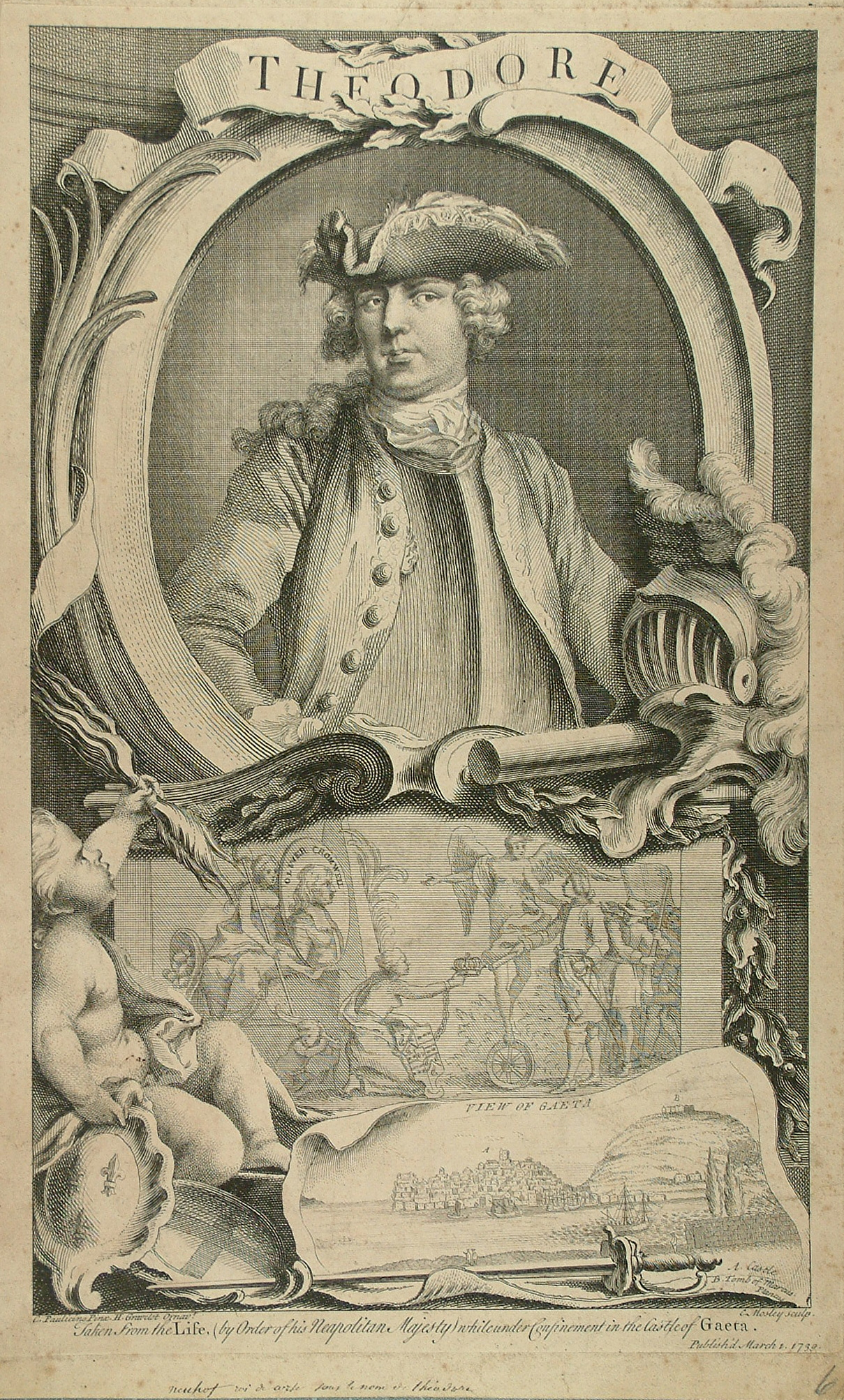
Theodor von Neuhoff, éphémère roi des Corses en 1736 sous le nom de Théodore I^{er}

À la fin de son séjour russe, Paisiello est reconnu comme le plus grand compositeur d'opéra en Europe. Il cesse de composer des opéras bouffes pour se lancer dans un genre plus sérieux. Revenant d'Italie en prenant son temps, il s'arrête d'abord à Varsovie jusqu'en avril, où il compose l'oratorio La Passion sur un poème de Métastase pour le roi Stanislas, puis se rend à Vienne (1er mai) où il laisse douze symphonies concertantes pour grand orchestre et un opéra, Il rè Teodoro in Venezia (Le roi Théodore à Venise), commandés par son fervent admirateur, Joseph II. L'empereur appréciait la musique de Paisiello depuis qu'il avait assisté à L'Idole cinese à Naples en 1769 et aux Filosofi immaginari (Les Philosophes imaginaires) lors de son voyage en Russie en 1780.

#### Triomphe duRoi Théodore à Venise
Composé sur un poème de Casti d'après Candide de Voltaire, Il rè Teodoro est un drame héroïco-comique à la conclusion très sombre, mêlant habilement le drame à la comédie. Le livret s’inspire du séjour vénitien supposé de Theodor Stephan von Neuhoff, un officier allemand qui, en 1736, à la suite d’une rébellion de la Corse contre la république de Gênes, avait été proclamé premier roi de l’île indépendante avant de s’enfuir à l'étranger après quelques mois.
L'opéra est créé avec succès le 23 août 1784 au Burghtheater avec une troupe italienne récemment constituée comprenant Francesco Mandini, Francesco Bussani, Francesco Benucci et le ténor irlandais Michael Kelly, futurs premiers interprètes des Noces de Figaro de Mozart. L’interprétation de la basse comique Benucci suscite un tel enthousiasme que son air doit être répété lors de la première. Les ensembles vocaux du nouvel opéra (septuor) et ses fins d'actes, qui occupent une place majeure dans la partition, font une forte impression. Le grandiose septième final (Che sussurro, che bisbiglio), étendu sur deux cents mesures, est l’un des exemples les plus remarquables de la vitalité débridée que Paisiello sait créer avec les strette polyphoniques. L'œuvre restera à l'affiche plus de cinquante ans, dans des versions françaises et allemandes, suscitant de nombreuses publications et estampes.

#### Rencontres avec Mozart et Haydn
Lors de son séjour à Vienne, Paisiello se rend fréquemment chez Mozart qu'il avait rencontré une première fois à Bologne en 1771. Dans ses souvenirs Reminiscences, le chanteur Michael Kelly a témoigné de l'estime mutuelle des deux compositeurs. Paisiello invite personnellement Mozart à plusieurs répétitions d'Il rè Teodoro et au concert où, selon Kelly, Mozart a embrassé la main de Paisiello en signe de respect et d'admiration.
Paisiello et l'abbé Casti assistent à une date non précisée (avant la première d'Il rè Teodoro) au concert donné à Vienne chez le compositeur Stephan Storace, au cours duquel se produit un quatuor formé notamment de Mozart et Joseph Haydn. Haydn représente fréquemment les opéras à succès de Paisiello au château d'Esterhaza.
Léopold Mozart pour sa part avait assisté à deux représentations du Barbier de Paisiello à Salzbourg et en avait trouvé la musique remarquable. Paisiello appréciait les opéras de Mozart, ses préférés étant Les Noces de Figaro et Don Giovanni. Il décèle vite les rares qualités du jeune Mozart et lorsque Gasparoni, directeur d'un théâtre à Rome, lui demande conseil pour engager un compositeur, il recommande Mozart comme « un jeune homme au talent transcendant », ajoutant « qu'il ne pouvait assurer que sa musique plairait de prime abord, étant quelque peu compliquée ; mais si Mozart s'imposait une seule fois, c'en serait complètement fini de plusieurs maîtres en Europe. »

### Deuxième période napolitaine (1784-1802)

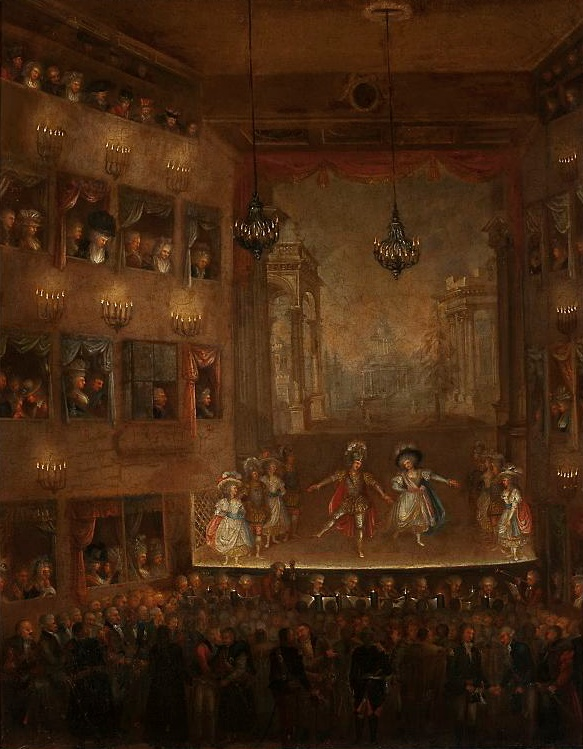
Première de l'opéra Pirro au théâtre de Varsovie en présence du roi Stanislas II Auguste, le 16 janvier 1790

De retour à Naples en 1784, il se voit confier la charge de maître de la chapelle de Ferdinand IV, un poste qu'il occupera jusqu'en 1799. En 1785, le roi lui accorde une pension à vie, à la condition de composer un opera seria par an pour le théâtre San Carlo et de satisfaire d'autres commandes royales éventuelles. Ce contrat, qui le lie à Naples, le conduit à revenir à un style de composition plus léger. En 1787, il devient maître de la chambre royale (maestro della real camera) et reste le principal compositeur napolitain de son temps.
Paisiello connaît dans les années 1780 une production lyrique particulièrement féconde. En 1785, il écrit L'Olimpiade, opéra seria en trois actes sur un livret de Métastase déjà mis en musique par de nombreux compositeurs italiens (Caldara, Vivaldi, Pergolèse). L'opéra est créé au théâtre San Carlo le 20 janvier 1786 avec la soprano Anna Morichelli (1745-1800) dans le rôle d'Aristea et le castrat Luigi Marchesi qui interprètent un duo resté longtemps fameux (Ne' giorni tuoi felici).
La même année, il rencontre une cantatrice parmi les plus célèbres de son temps, Céleste Coltellini, qui chantera dans trois de ses nouveaux opéras dont deux chefs-d'œuvre, La Molinara (1788) et Nina o sia La Pazza per amore (1789). Créée au Teatro dei Fiorentini, La Molinara (La Meunière), composée sur un livret spirituel de Giuseppe Palomba, mêle hardiment le sentiment et une critique sociale virulente. La musique témoigne d'une sensibilité nouvelle par son langage simple et naturel, influencé par le chant populaire napolitain et la commedia dell'arte, et par l'absence complète de virtuosité vocale. L'opéra est repris à Madrid et Paris (1789), Turin, Vienne et Dresde (1790), Varsovie (1792), Berlin et Lisbonne (1793), Londres (1794) et Prague (1796). À Vienne, il restera l'œuvre la plus représentée au Burgtheater pendant vingt ans.

#### Nina (1789)

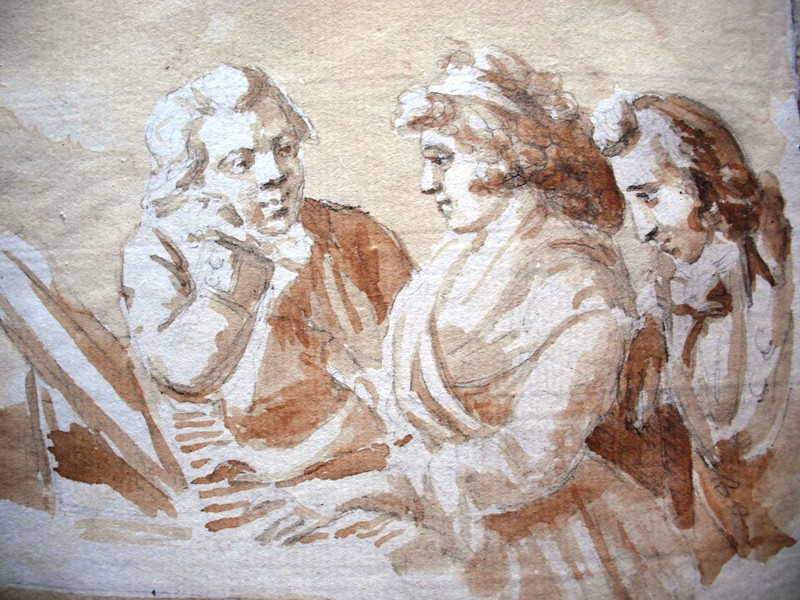
Paisiello regardant chanter la Coltellini, lavis de Céleste Coltellini, vers 1790

Quelques mois plus tard, Paisiello part à la conquête d'un monde nouveau avec la création de Nina o La Pazza per amore (Nina ou la folle par amour), un opéra-comique inventif écrit sur un livret de Marsollier, mis en musique trois ans auparavant par Nicolas Dalayrac avec le même titre. Le livret français est traduit en italien par Giuseppe Carpani et adapté par Giovanni Battista Lorenzi.
Très différent de ce que le public avait l'habitude d'entendre, l'œuvre en un acte relate une intrigue familiale dont le sujet principal est la folie. Le récitatif habituel de l'opéra italien fait place à des dialogues parlés. L'œuvre acquiert rapidement la réputation d'un opéra sérieux qui correspond à l'introduction en Italie de l'opéra-comique alors en vogue à Paris.
Paisiello conçoit une musique très originale, bien différente de ce que Mozart compose alors pour Cosi fan tutte, et qui annonce le drame romantique italien de Donizetti et Bellini. Nina sera en particulier une source d'inspiration pour La Somnambule et Les Puritains de Bellini. Paisiello intercale dans sa partition le chant d'un berger simplement accompagné de la zampogna, la cornemuse italienne. Dans ses mémoires, Berlioz fait une saisissante description des zampognari (joueurs de cornemuse) et intitulera le troisième mouvement de Harold en Italie « Sérénade d'un montagnard des Abruzzes ». Cette irruption du folklore, fréquente par la suite dans l'opéra italien, se retrouvera dans le chant du berger composé par Puccini dans Tosca. Créé le 25 juin 1789 au Belvédère de San Leucio, en présence de la reine Marie-Caroline d'Autriche, Nina connaît aussitôt un triomphe et sera représenté dans toutes les capitales européennes. Son succès durera pendant toute une partie du XIXe siècle.
En 1788, le roi de Prusse Frédéric-Guilaume II cherche en vain à faire venir Paisiello à Berlin. En 1790, il est finalement autorisé à écrire pour des théâtres étrangers, à Padoue, Londres et Venise. Il refuse également un second voyage en Russie et des propositions à Londres, préférant y envoyer la partition de son opéra bouffe La Locanda donné au Panthéon le 28 juin 1791. En 1792, Paisiello collabore avec Calzabigi pour un nouvel opéra, Elfrida, au théâtre San Carlo, mais il composera moins pour la scène dans les années 1790, préférant se consacrer à la réforme des institutions musicales de Naples et à la musique sacrée, devenant en 1796 maître de chapelle de la cathédrale. D'après son biographe Michael F. Robinson, cette évolution pourrait s'expliquer par un regain de la foi catholique chez le compositeur.
Paisiello sera le restant de sa vie confronté aux bouleversement politiques de son époque, dans le sillage de la Révolution française et de l'exécution de Marie-Antoinette, sœur de la reine de Naples. En janvier 1799, Naples tombe aux mains des forces républicaines et la famille royale en exil se réfugie avec ses fidèles à Palerme. Paisiello choisit de rester à Naples au service de l'éphémère République parthénopéenne et devient maestro di capella nazionale (maître de la chapelle nationale). En juin, Ferdinand IV retrouve son trône et Paisiello est l'objet d'une enquête en raison de sa collusion avec les républicains. Il est finalement pardonné et réinstallé dans toutes ses fonctions en juillet 1801.

### Le compositeur favori de Napoléon Bonaparte
En 1797, le général Bonaparte met au concours la composition d'une marche funèbre à l'occasion de la mort du général Hoche avec pour prix une médaille et 100 sequins. Paisiello envoie une partition qui remporte le concours et que Bonaparte fait mettre en répétition au Conservatoire de Paris. Le général assiste à la création le 27 décembre 1797, mais le directeur du conservatoire, Bernard Sarrette, a cru bon d'ajouter au programme la composition soumise par Cherubini. Piqué, Bonaparte fait à l'issue du concert l'éloge de Paisiello devant Cherubini. Il s'expliquera avec lui de sa préférence pour Paisiello :
« J'aime beaucoup la musique de Paisiello. Elle est douce et tranquille. Vous avez beaucoup de talent mais vos accompagnements sont trop forts ; votre musique fait trop de bruit. »
En 1802, Napoléon Bonaparte, dont il a gagné la faveur cinq ans auparavant avec la Marche funèbre pour le général Hoche, négocie son engagement à Paris avec le roi de Naples. Âgé de 61 ans, Paisiello est réticent à quitter l'Italie mais Ferdinand IV fait valoir l'importance des relations diplomatiques rétablies depuis peu entre la France et le royaume des Deux-Siciles.

#### Maître de la chapelle des Tuileries
À son arrivée à Paris le 25 avril 1802, Paisiello reçoit un traitement de faveur. Il est présenté le 5 mai au premier consul en audience publique, en même temps que le corps diplomatique, et se voit confier le poste prestigieux de maître de chapelle des Tuileries. Après le rétablissement des offices religieux consécutif au Concordat, Bonaparte entend doter la chapelle du premier consul d'un corps de musique. Avec l'aide de son élève Vincenzo Lavigna, Paisiello constitue cet ensemble (39 chanteurs, 45 instrumentistes) et commence son service le 18 juillet. Il composera en deux ans seize offices complets avec messes, motets et antiennes, reprenant parfois des œuvres antérieures sacrées ou profanes, selon l’usage du temps. La chapelle des Tuileries devient un foyer important de création musicale. Avec Paisiello domine une musique d'influence italienne où l'effet et la mélodie priment sur le contrepoint. La chapelle interprète également des œuvres d’autres compositeurs, essentiellement de la musique française des XVIIe et XVIIIe siècles, et un peu de musique allemande (Haydn).
Le premier consul a assigné à Paisiello un traitement de 12 000 francs, une gratification annuelle de 6 000 francs, une indemnité de logement de 4 800 francs et une autre de 18 000 francs pour ses frais de voyage. Le compositeur dispose d'une voiture de la cour et d'une généreuse pension de retraite. Cependant, Bonaparte néglige cruellement deux autres compositeurs célèbres, Luigi Cherubini et Étienne Méhul, qui n'auront de cesse de s'opposer au nouveau favori.

#### Échec deProserpine(1803)

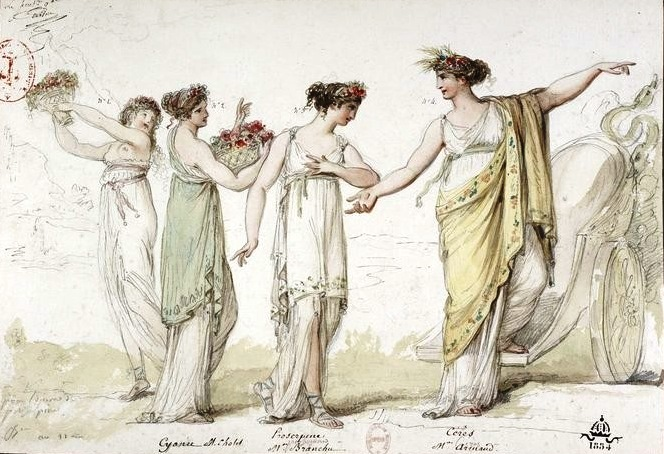
Costumes pour l'opéra Proserpine, dessin de Jean Simon Berthélemy, 1803, Paris, Bibliothèque nationale de France

Dès son arrivée à Paris, Paisiello a reçu commande d'une tragédie lyrique en trois actes, Proserpine (1803), sur un livret de Nicolas-François Guillard qui a adapté le livret de Philippe Quinault utilisé par Lully pour composer en 1680 son opéra du même nom. L'œuvre de Paisiello, créée à l'opéra de Paris le 28 mars, ne rencontre par la faveur du public. Elle se voit retirée de la scène après sa treizième représentation (6 décembre), malgré le soutien du premier consul qui fait publier dans le Moniteur une lettre exprimant sa satisfaction au compositeur (7 avril). Bien que la musique ait été admirée par Bonaparte et les musiciens de l'opéra, Paisiello a éprouvé de la difficulté à s'adapter à la prosodie française et aux conventions de la tragédie lyrique. Proserpine restera son unique opéra composé sur un livret en français.
Cet échec et l'hostilité du conservatoire, emmené par Méhul, le déterminent à retourner dans son pays dès le 29 août 1804 en prétextant la mauvaise santé de sa femme. L'Empereur lui accorde son congé à regret et à la condition qu'il indique un successeur à la chapelle des Tuileries, ce qu'il fait en proposant son ami Jean-François Lesueur, compositeur révoqué par le conservatoire deux ans plus tôt.

#### Messe etTe Deumpour le sacre de Napoléon Ier
Avant son départ en août 1804, Napoléon le prie d'écrire une messe solennelle et un Te Deum qui formeront l'essentiel de la musique jouée lors de la cérémonie de son couronnement. Paisiello s'exécute de bonne grâce et dirige aux Tuileries les premières répétitions avant de passer la main à Le Sueur. Il ne sera plus à Paris le 2 décembre pour entendre sa musique à Notre-Dame. Si l'existence de la messe et du Te Deum était connue, leurs partitions n'ont été découvertes, grâce aux travaux de Jean Mongrédien, que dans les années 1960. 
Écrite pour double chœur, double orchestre et deux groupes de solistes, la messe en sol majeur reprend une messe pastorale en italien que Paisiello a écrite pour des effectifs plus modestes. D'un classicisme lumineux, elle fait alterner parties chorales et passages solistes. Seul le dernier mouvement, dédié à l'Empereur, est entièrement composé pour l'occasion, avec l'ajout d'une troupe (harmonie et cuivres) pour créer l'apothéose finale.  
Le Te Deum à deux chœurs et deux orchestres remploie la plupart des thèmes du Te Deum joué également à Notre-Dame le dimanche de Pâques 1802 pour célébrer la signature du Concordat. Selon un contemporain, beaucoup de fidèles ont cru reconnaître en 1802 des thèmes déjà entendus dix ans plus tôt à Milan. Il est bien certain qu'une telle fécondité ne pouvait s'expliquer qu'à partir d'emprunts constants faits à soi-même. 
Par le procédé de la spatialisation, les deux compositions de Paisiello tirent parti des espaces monumentaux offerts par les transepts de la cathédrale Notre-Dame. L'effet de sa musique est rendu saisissant par le souffle des cuivres, l'imposant dialogue des solistes, l'envolée des chœurs et l'élégance concertante du double orchestre. 

### Au service des rois français de Naples (1804-1815)
À son retour à Naples, Paisiello est reçu en triomphe et, afin de ne pas perdre l'estime de l'Empereur et ses pensions françaises, envoie régulièrement à Paris un grand nombre de chants sacrés et une nouvelle composition pour célébrer l'anniversaire de Napoléon. Il poursuit sa carrière à Naples au service des souverains successifs, Joseph Bonaparte puis Joachim Murat. Nommé « compositeur et directeur de la musique de la chambre royale et de la chapelle palatine », Paisiello devient également président de la direction du nouveau conservatoire royal de musique et membre de la Société royale des arts et des sciences de Naples. En 1806, Napoléon lui fait remettre par son frère Joseph la croix de chevalier de la Légion d'honneur et en fait un membre de l'Institut en 1809 au titre d'associé étranger. 

#### Les Pythagoriciens(1808)
En 1808, Paisiello met en musique I Pittagorici (Les Pythagoriciens), œuvre favorable aux Lumières du poète Vincenzo Monti. Ce drame en un seul acte rappelle sous forme allégorique la féroce répression des Bourbons contre les partisans jacobins de la République en 1799. Les membres de la secte pythagoricienne sont les patriotes républicains ; le tyran Denys leur persécuteur, Ferdinand IV, le « roi insensé et barbare » ; le héros Archita sauveur des opprimés, Napoléon. L'opéra est commandé pour les célébrations prévues à l'occasion d'une visite de l'Empereur qui sera finalement annulée. La représentation devait avoir lieu le jour de la fête du saint patron de Joseph Bonaparte (19 mars). La date du 19 mars 1808, donnée par le livret imprimé, n’est pas confirmée par les journaux de l’époque de sorte que la date de la création de l'opéra reste incertaine.  
Le caractère atypique du livret se reflète dans la partition qui ne contient que trois airs au sens traditionnel du terme et adopte plutôt une forme ouverte d'influence française. Elle résulte de l’interpénétration de la pièce soliste, de la pièce d’ensemble et du chœur, le récitatif (toujours accompagné) assurant l'unité. Si l'évocation des victimes de 1799 prend des accents musicaux émouvants, les invitations à la lutte sont traitées par Paisiello avec une grandeur martiale qui correspond pleinement aux exigences de la propagande napoléonienne. La partition, longtemps considérée comme perdue (on a supposé sa destruction sur l'ordre des Bourbons après leur retour en 1815), a été retrouvée dans les années 1980 sous la forme de deux copies manuscrites. 
L'œuvre vaut au compositeur l'ordre royal des Deux-Siciles. Mais elle sera sa dernière création lyrique et l'unique raison de sa disgrâce au retour des Bourbons.  

### Disgrâce au retour des Bourbons
Le retour de Ferdinand sur le trône de Naples marque la disgrâce finale de Paisiello. Suspect de sympathie pour les Français, il est privé de ses charges et pensions, à l'exception du poste de maître de la chapelle royale qu'il parvient à conserver en vertu de l'amnistie de 1815.
Devenu veuf (23 janvier 1815), il continue de composer de la musique lyrique et religieuse mais meurt d'une occlusion intestinale le 5 juin 1816 à l'âge de 76 ans. Sa musique sacrée accompagne les obsèques solennelles organisées par la ville de Naples. Son monument funéraire (œuvre néoclassique d'Angelo Viva achevée en 1817) a été transféré en 1891 en l'église Santa Maria Donnalbina à Naples.

## Postérité

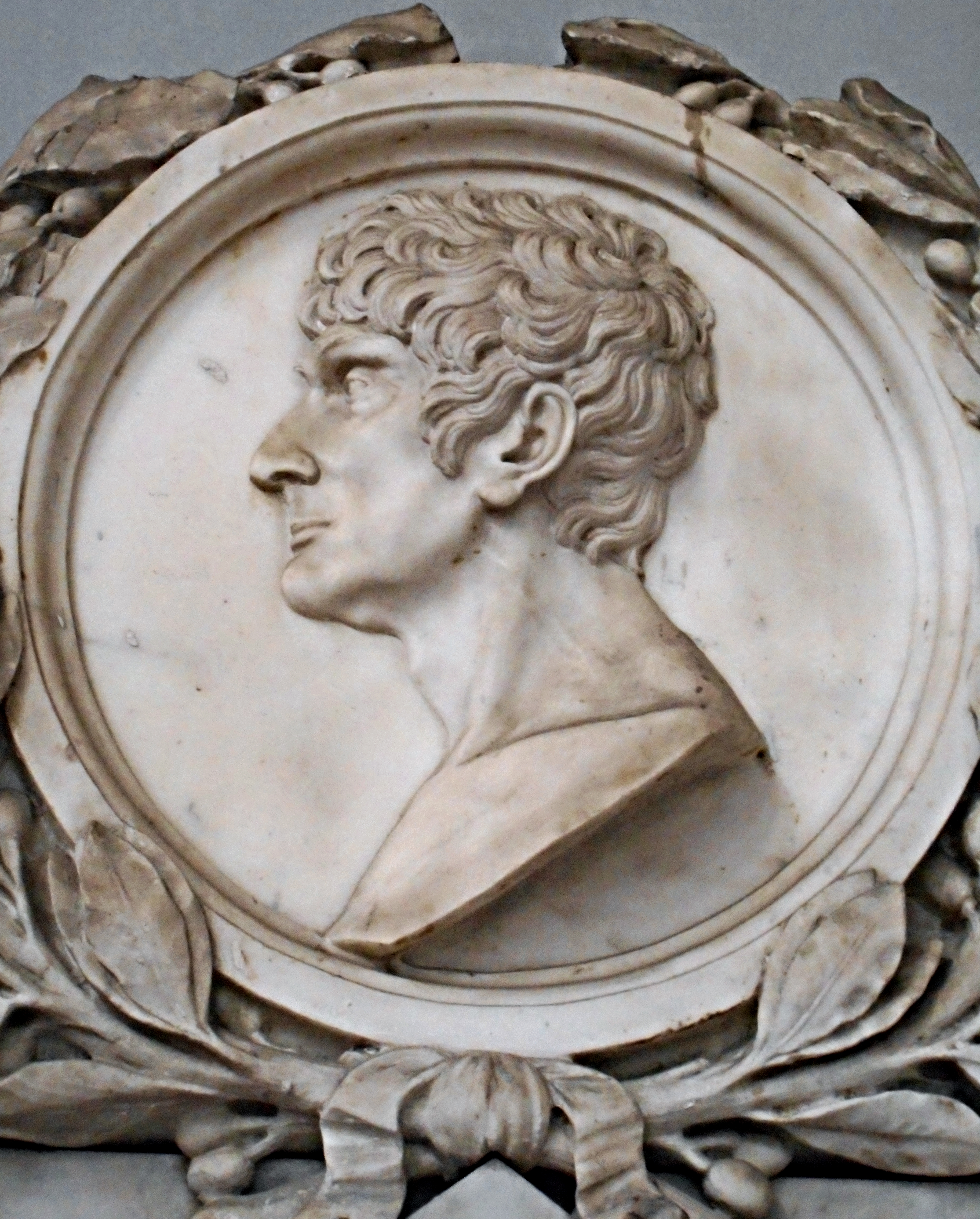
Portrait en médaillon de Paisiello, sculpté sur son tombeau par Angelo Viva

Mozart était comme ses contemporains subjugué par les qualités comiques de Paisiello : la mise en musique du texte, les personnages archétypaux, les mélismes exagérés, les mots d'esprit accrocheurs, les interruptions virtuoses. En 1782, il compose des variations pour piano (K. 398) sur le « Salve tu, domine » de Paisiello tiré d'I filosofi immaginari (Les Philosophes imaginaires), une scène chantée par deux idiots pompeux se saluant prétentieusement en latin.
Ce ne sont pas seulement ses qualités comiques qui ont rendu la musique de Paisiello si attrayante. La clarté italianisante, les phrases soigneusement structurées, les textures transparentes avec des couches rythmiques distinctes, son invention mélodique sans fin - ces éléments influencent Mozart et deviendront cruciaux dans l'élaboration de son langage musical.
Beethoven a écrit six variations pour pianoforte (WoO 70) avec deux thèmes du célèbre opéra La Molinara (1788) après avoir assisté à sa première représentation viennoise en 1795 au Burgtheater. Il s'inspire en particulier de l'air du duo Nel cor piu non mi sento qui fait fureur à l'époque. Partout en Europe, on joue cet air dans les concerts et dans les arrangements les plus inattendus.
C'est après avoir entendu La Molinara à Francfort que Goethe — il apprécie particulièrement celui qu'il appelle « Der liebliche Paisiello », dont on joue souvent les œuvres au théâtre de Weimar — écrira ses quatre ballades sur le thème de la meunière et du ruisseau, dont il parle dans une lettre à Schiller du 31 août 1797 comme de « Gespräche in Liedern ».
S'il faut croire Châteaubriand, la renommée de Paisiello s'est répandue jusqu'en Amérique : il entend les filles de son hôte chanter le soir le duo de l'opéra Zingari in fiera, « le tout à la vue du désert et quelquefois au murmure d'une cascade... » D'après Marcellus, ce duo était « le morceau que M. de Chateaubriand demandait le plus souvent à mon piano ; et quand je le lui rappelais par quelques notes, il chantait lui-même volontiers Il tuo viso m'innamora ».
La musique de Paisiello a influencé Cimarosa, son jeune collègue à la gloire montante, qui passera pour son successeur dans le genre de l'opéra bouffe.

Paisiello était avec Cimarosa le compositeur favori de Stendhal. L'écrivain français, grand amateur d'opéra, sera l'un des derniers à évoquer en parfait connaisseur les charmes de la musique de Paisiello dans sa Vie de Rossini (1823) :
« Paisiello ne remue jamais aussi profondément que Cimarosa : il n'évoque pas dans l'âme du spectateur les images qui donnent des jouissances aux passions profondes, ses émotions ne s'élèvent guère au-dessus de la grâce ; mais il a excellé dans ce genre ; sa grâce est celle du Corrège, tendre, rarement piquante, mais séduisante, mais irrésistible »

## Œuvre
Paisiello laisse 180 œuvres dont plus de 80 opéras. Sa musique d'église comprend environ 40 messes ainsi que de nombreux motets et oratorios. Ses opéras, spécialement les opéras bouffes, mais pas seulement, ont beaucoup de charme et comportent des mélodies admirables. Sont également admirables, La Molinara, Nina qui avait préalablement été mise en musique par Nicolas Dalayrac, Il Re Teodoro, Socrate Imaginaire, Gli Astrologi, opéras composés avec une grande maîtrise et un sens inné de la mélodie.
Paisiello ne lie pas la grandeur d'une interprétation à la virtuosité vocale. Il félicite en 1811 la célèbre cantatrice IsabeIla Colbran pour son interprétation sans fioritures du rôle de Nina. Il préfère une vocalité lisse et élégante, son objectif principal étant d'impliquer le public dans les émotions du personnage. Ses mélodies sont méditatives et douces, gracieusement soutenues par les bois. Elles expriment par-dessus tout la grâce et l'innocence, et donnent toujours l'impression d'être extrêmement naturelles.
Sa musique instrumentale, moins abondante encore que très variée, comporte des symphonies, des concertos pour piano, un concerto pour harpe, des quatuors à cordes et des sonates pour harpe, violon et violoncelle.

Paisiello a écrit huit concertos pour clavier à différents moments de sa vie mais la plupart ont été composés à Naples. Ces concertos semblent avoir été écrits pour des commanditaires et manifestent la grande maîtrise pianistique de leur auteur. Ils constituent l'une des contributions les plus significatives au genre, avec celles de Haydn et de Johann Christian Bach à Londres. Ils se distinguent par leur ligne mélodique expressive et leur audace harmonique, deux qualités signalées par l'un des premiers biographes de Paisiello, Ignaz Ferdinand Arnold, qui remarquait en 1810 : 
De même que dans l'œuvre de Goethe tout est plein de signification profonde et de facilité apparente, l'on trouve dans les compositions de Paisiello les harmonies les plus profondes, les plus belles difficultés canoniques traitées avec une charmante facilité comme si tout cela n'était qu'un jeu d'enfant.
L'accompagnement se limite le plus souvent aux cordes, soutenues par les cors, hautbois et flûtes, répondant aux effectifs de la Cappella Reale de Naples. Les deux premiers concertos ont été composés pendant son séjour en Russie. Le concerto no 1 en do majeur, écrit entre 1780 et 1783 pour le clavecin, est dédié à Madame de Sinnavine, une dame d'honneur de Catherine II. Le concerto no 3 en la majeur et le concerto no 5 en ré majeur, spécifiquement destinés au pianoforte, ont été écrits avant 1788 pour le divertissement de la princesse Marie-Louise de Bourbon-Parme, future reine d'Espagne. Cependant, le 4e concerto en sol mineur se distingue par un ton plus sérieux. Son second mouvement, hérissé de chromatismes intenses et d'harmonies audacieuses, adopte une expression solennelle qui renvoie aux œuvres du jeune Beethoven.
Paisiello est également le compositeur de l’Inno al Re, hymne national du royaume des Deux-Siciles de 1816 à 1860.
- Il ciarlone (12.5.1764, Bologne)
- I Francesi brillanti (24.6.1764, Bologne)
- Madama l'umorista, o Gli stravaganti (26.1.1765, Modène)
- L'amore in ballo (1765, Venise Teatro San Benedetto)
- I bagni d'Abano (1765, Parme)
- Demetrio (1765, Modène)
- Il negligente (1765, Parme)
- Le virtuose ridicole (1765, Parme)
- Le nozze disturbate (1766, Venise SB)
- Le finte contesse (2.1766, Rome V) [Il Marchese di Tulissano?]
- La vedova di bel genio (1766, Naples, Teatro Nuovo)
- L'idolo cinese (1767, Naples, Teatro Nuovo)
- Lucio Papirio dittatore (1767, Naples, Teatro San Carlo)
- Il furbo malaccorto (1767, Naples, Teatro Nuovo)
- Le 'mbroglie de la Bajasse (1767, Naples, Teatro San Ferdinando)
- Alceste in Ebuda, ovvero Olimpia (20.1.1768, Naples, Teatro San Carlo)
- Festa teatrale in musica (31.5.1768, Naples PR) [Le nozze di Peleo e Tetide]
- La luna abitata (1768, Naples, Teatro Nuovo)
- La finta maga per vendetta (1768, Naples SF)
- L'osteria di Marechiaro (1768, Naples SF)
- La serva fatta padrona (1769, Naples SF) [rev. Le 'mbroglie de la Bajasse]
- Don Chisciotte della Mancia (1769, Naples SF)
- L'arabo cortese (1769, Naples, Teatro Nuovo)
- La Zelmira, o sia La marina del Granatello (1770, Naples, Teatro Nuovo)
- Le trame per amore (7.10.1770, Naples, Teatro Nuovo)
- Annibale in Torino (16.1.1771, Turin Teatro Regio)
- La somiglianza de' nomi (1771, Naples, Teatro Nuovo)
- I scherzi d'amore e di fortuna (1771, Naples, Teatro Nuovo)
- Artaserse (26.12.1771, Modène)
- Semiramide in villa (1772, Rome Ca)
- Motezuma (1772, Rome D)
- La Dardanè (1772, Naples, Teatro Nuovo)
- Gli amante comici (1772, Naples, Teatro Nuovo)
- Don Anchise Campanone (1773, Venise) [rev. Gli amante comici]
- L'innocente fortunata (1773, Venise SB)
- Sismano nel Mogol (1773, Milan RD)
- Il tamburo (1773, Naples, Teatro Nuovo) [Il tamburo notturno]
- Alessandro nell'Indie (26.12.1773, Modène)
- Andromeda (1774, Milan RD)
- Il duello (1774, Naples, Teatro Nuovo)
- Il credulo deluso (1774, Naples, Teatro Nuovo)
- La frascatana (1774, Venise, Teatro San Samuele) [L'infante de Zamora]
- Il divertimento dei numi (4.12.1774, Naples PR)
- Demofoonte (1775, Venise SB)
- La discordia fortunata (1775, Venise, Teatro San Samuele) [L'avaro deluso]
- L'amor ingegnoso, o sia La giovane scaltra (1775, Padoue)
- Le astuzie amorose (1775, Naples, Teatro Nuovo)
- Socrate immaginario (1775, Naples, Teatro Nuovo)
- Il gran Cid (3.11.1775, Florence P)
- Le due contesse (3.1.1776, Rome, Teatro Valle)
- La disfatta di Dario (1776, Rome A)
- Dal finto il vero (1776, Naples, Teatro Nuovo)
- Nitteti (28.1.1777, Saint-Pétersbourg)
- Lucinda e Armidoro (1777, Saint-Pétersbourg)
- Achille in Sciro (6.2.1778, Saint-Pétersbourg)
- Lo sposo burlato (24.7.1778, Saint-Pétersbourg)
- Gli astrologi immaginari (14.2.1779, Saint-Pétersbourg E) [Le philosophe imaginaire]
- Il matrimonio inaspettato (1779, Kammenïy Ostrov) [La contadina di spirito]
- La finta amante (5.6.1780, Mogilev) [Camiletta]
- Alcide al bivio (6.12.1780, Saint-Pétersbourg E)
- La serva padrona (10?.9.1781, Tsarskoïe Selo)
- Il duello comico (1782, Tsarskoïe Selo) [rev. Il duello]
- Il barbiere di Siviglia, ovvero La precauzione inutile (26.9.1782, Saint-Pétersbourg)
- Il mondo della luna (1782, Kammenïy Ostrov)
- Il re Teodoro in Venezia (23.8.1784, Vienne B)
- Antigono (12.10.1785, Naples, Teatro San Carlo)
- La grotta di Trofonio (12.1785, Naples, Teatro dei Fiorentini)
- Olimpiade (20.1.1786, Naples, Teatro San Carlo)
- Le gare generose (spr.1786, Naples, Teatro dei Fiorentini) [Gli schiavi per amore; Le bon maître, ou L'esclave par amour]
- Pirro (12.1.1787, Naples, Teatro San Carlo)
- Il barbiere di Siviglia, ovvero La precauzione inutile [rev] (1787, Naples, Teatro dei Fiorentini)
- La modista raggiratrice (aut.1787, Naples, Teatro dei Fiorentini) [La scuffiara amante, o sia Il maestro di scuola napolitano; La scuffiara raggiratrice]
- Giunone e Lucina (8.9.1787, Naples, Teatro San Carlo)
- Fedra (1.1.1788, Naples, Teatro San Carlo)
- L'amor contrastato (1789, Naples, Teatro dei Fiorentini) [L'amor contrastato o sia La molinarella]
- Catone in Utica (5.2.1789, Naples, Teatro San Carlo)
- Nina, o sia La pazza per amore (25.6.1789 Caserte)
- I zingari in fiera (21.11.1789, Naples, Teatro dei Fiorentinio)
- Le vane gelosie (1790, Naples, Teatro dei Fiorentini)
- Zenobia in Palmira (30.5.1790, Naples, Teatro San Carlo)
- La molinara (1790, Vienne) [rev. L'amor contrastato]
- Nina, o sia La pazza per amore [rev] (1790, Naples, Teatro dei Fiorentini)
- Ipermestra (6.1791, Padoue)
- La locanda (16.6.1791, Londres Pantheon) [La locanda di falcone; Lo stambo in Berlina]
- I giuochi d'Agrigento (16.5.1792, Venise, La Fenice)
- Il fanatico in Berlina (1792, Naples, Teatro dei Fiorentini) [rev. La locanda]
- Il ritorno d'Idomeneo (1792, Pérouse)
- Elfrida (4.11.1792, Naples, Teatro San Carlo) [Adevolto]
- Elvira (12.1.1794, Naples, Teatro San Carlo)
- Didone abbandonata (4.11.1794, Naples, Teatro San Carlo)
- Nina, o sia La pazza per amore [rev 2] (1795, Naples, Teatro dei Fiorentini)
- Chi la dura la vince (9.6.1797, Milan, La Scala)
- La Daunia felice (26.6.1797, Foggia)
- Andromaca (4.11.1797, Naples, Teatro San Carlo)
- L'inganno felice (1798, Naples, Teatro dei Fiorentinio)
- Proserpine (28.3.1803, Paris O)
- Elisa (19.3.1807, Naples, Teatro San Carlo) avec Simon Mayr
- I pittagorici (19.3.1808 ?, Naples, Teatro San Carlo)

## Discographie sélective

### Musique instrumentale
Entracte pour Harpe, de l’opéra « Il re Teodoro in Venezia » : Sandrine Chatron (harpe), 1CD NAÏVE 2008
Concerto pour Harpe et orchestre : Merlak, European Union Chamber Orchestra, direction Dmitri Demetriades, 1 CD 1987 HELIOS (compléments : Garth, Grétry, Stamitz)
Les 8 Concertos pour Piano et orchestre : Spada (piano & direction), Orchestra da Camera di Santa Cecilia, 2 CD ARTS 1992
Musique funèbre pour la mort du général Hoche & Marche du Premier Consul : Orchestre de la Société des Concerts du Conservatoire, direction Georges Tzipine, 1 CD EMI 1954 (compléments : Gossec, Lesueur, Méhul)
Musique funèbre pour la mort du général Hoche : Orchestre du Capitole de Toulouse, direction Michel Plasson, 1 CD EMI 1988 (compléments : Gossec, Méhul…)

### Musique sacrée
Messe du Sacre de Napoléon Ier  et Te Deum : Mesplé, Dunan, Bisson, Cochereau, Contrepoint, direction Armand Birbaum, 1 CD/ 1 LP PHILIPS 1969 (complément : Lesueur)
La Passion selon Saint-Jean, oratorio : Vocal Consort Berlin, L’Arte del Mondo, direction Werner Ehrhardt, 1 CD CAPRICCIO 2006
La Passion de Jésus-Christ, oratorio : Solistes, Chœurs & Orchestre de Varsovie, direction Wojciech Czepiel, 2 CD KOCH 1991

### Opéras
Gli Astrologi Immaginari : Solistes, Chœurs et Orchestre de la RTV Suisse Italienne, direction Bruno Rigacci, 1 CD NUOVO ERA 1967
Il Barbiere di Siviglio : Graziella Scuitti, Nicola Monti, Rolando Panerai, Renato Capecchi; Mario Petri, I Virtuosi di Roma, direction Renato Fasano, 1959
Nina ou la Folle par amour : Solistes, Choeurs et Orchestre Symphonique de Piacenza, direction Marcello Panni, 2 CD BONGIOVANNI 1987
Nina ou la Folle par amour, aria « Il moi ben quando verra" : Teresa Berganza, Orchestre du Covent Garden, direction Alexander Gibson, 1 CD DIAPASON 1960
La Molinara, aria « Nel cor piu non mi sento » : Joan Sutherland, Philomusica of London, direction Granville Jones, 1 CD DECCA 1981